# Sphaerothorax suffusus
Sphaerothorax suffusus là một loài bọ cánh cứng trong họ Clambidae. Loài này được Broun miêu tả khoa học đầu tiên năm 1882.